# Sofie Schoenmaekers
Sofie Schoenmaekers (11 juni 1985) is een Belgische voormalige atlete, die zich had toegelegd op het speerwerpen. Zij veroverde één Belgische titel.

## Biografie
Schoenmaekers behaalde in 2001 zilver op de EJOD in Murcia.. Ze behaalde dat jaar ook een eerste medaille op de Belgische kampioenschappen aller categorieën. In 2003 nam ze deel aan de Europese kampioenschappen U20. Ze werd zevende in de finale. Het jaar nadien behaalde ze op de wereldkampioenschappen U20 een achtste plaats in de finale. In 2006 werd ze voor het eerst Belgisch kampioene. Een blessure en drukke beroepsbezigheden deden haar vrij snel stoppen met topatletiek.
Schoenmaekers was aangesloten bij Olympic Brugge en Flanders Atletiekclub'.

## Belgische kampioenschappen
| Onderdeel   | Jaar |
| ----------- | ---- |
| speerwerpen | 2006 |

## Persoonlijk record
| Onderdeel   | Prestatie | Datum         | Plaats  |
| ----------- | --------- | ------------- | ------- |
| speerwerpen | 53,28 m   | 28 maart 2004 | Merksem |

## Palmares
speerwerpen
- 2001:  EJOD  in Murcia – 43,52 m
- 2001:  BK AC – 44,47 m
- 2003: 7e EK U20 in Tampere – 50,24 m
- 2004: 8e WK U20 in Grosseto – 52,67 m
- 2005:  BK AC – 46,88 m
- 2006:  BK AC – 47,91 m